# Schwarzensee (St. Wolfgang)
Der Schwarzensee ist ein Bergsee im oberösterreichischen Teil des Salzkammergutes im Gemeindegebiet von St. Wolfgang im Salzkammergut, am Ostfuß des Schafbergs und liegt auf 716 m ü. A. Der Ablauf des Schwarzensees ist der Schwarzenbach, der über die Ischl und Traun in die Donau entwässert. Das Gebiet steht seit 1959 unter Naturschutz. Der Schwarzensee befindet sich im Privatbesitz und ist ein beliebtes Ausflugsziel.

## Geographie

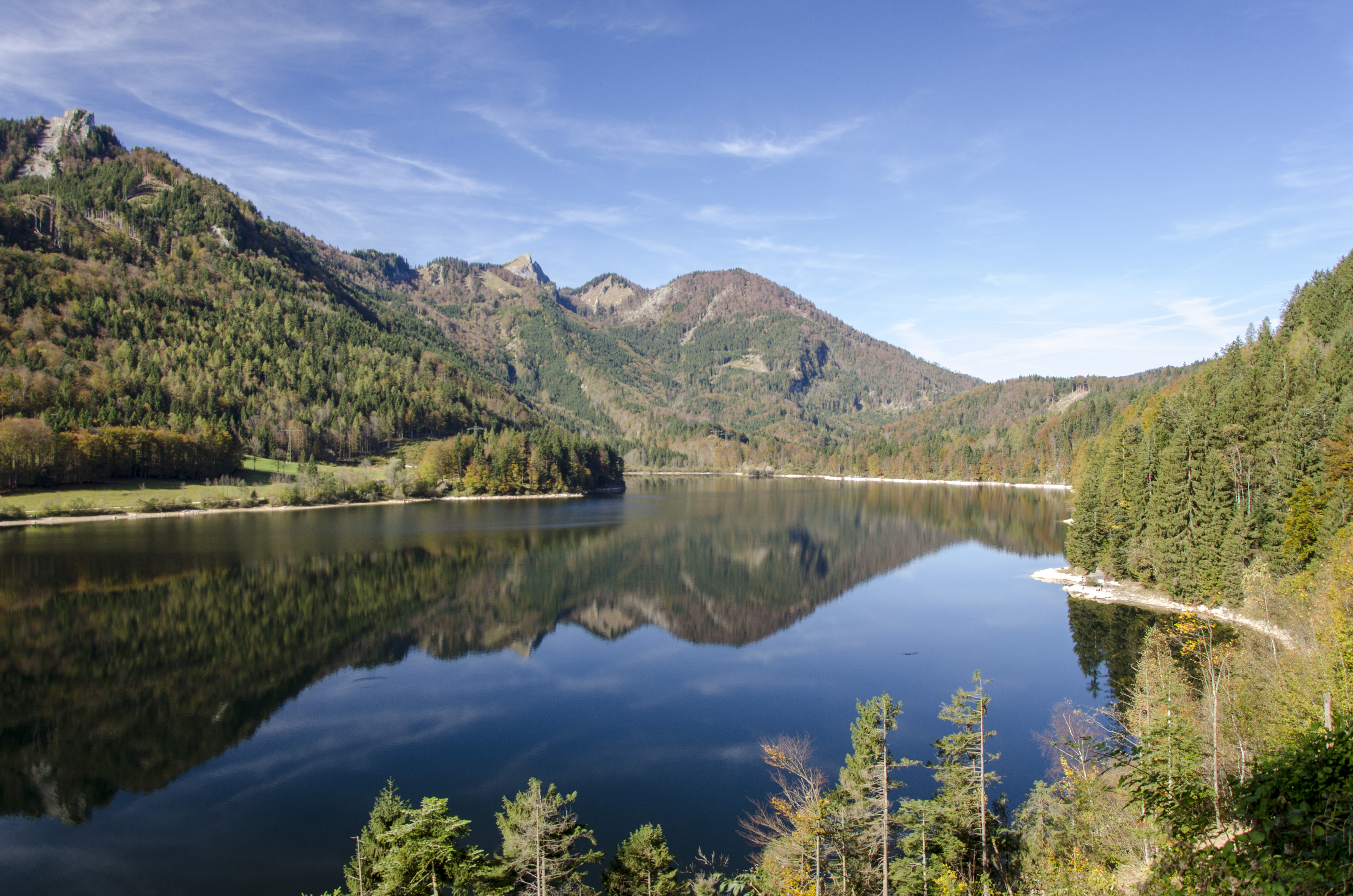
Schwarzensee. Blick nach Nordwesten

Er liegt zwischen Wolfgangsee, Attersee und Mondsee am Südfuß des Schafbergs auf einer Höhe von 716 m. Er ist bis zu 54 m tief.
Das Südwestufer ist flach, die nordöstlichen Uferböschungen felsig und steil.
Beim Abfluss am Südwestrand liegt ein Ausflugsgasthaus, am Südende des Sees die Gramerhauseralm, am Westufer die Simmerlalm, am Nordufer die Bacherlalm. Der See wird vom Schwarzenbach – insbesondere am Lauf oberhalb des Sees, im Raum der Moosalm, auch Moosbach genannt – durchflossen. Ein weiterer Zufluss ist der Hofalmbach vom Vormauerstein (1450 m ü. A.)
Der See ist von Strobl am Wolfgangsee über die kleine Ortschaft Rußbach erreichbar. Eine Zufahrt mit Auto (Parkplatz gebührenpflichtig) und ein Rundumgang sind möglich. Es gibt eine saisonal geöffnete Einkehrmöglichkeit, das Ausflugsgasthaus am Südende des Sees.
Der See ist in Privatbesitz des St. Wolfganger Großgrundbesitzers Erhard Scheidt, ist aber für die Öffentlichkeit zugänglich.

## Hydrologie
Der See ist künstlich reguliert, er wird als Jahresspeicherkraftwerk (Energie AG) betrieben, und kann bis zu 6 m Spiegelschwankungen aufweisen, sodass bei Niederwasser seine Ufer schlammig sind. Das Krafthaus dieses Kleinkraftwerks liegt am Ende der Schwarzenbach-Klamm.
Hydrologisch bemerkenswert ist der hohe Mangangehalt in der Tiefe. Eine Herkunft des Namens ist urkundlich nicht belegt, jedoch wird angenommen, dass es sich auf die Schwarzfärbung durch Mangan bezieht: Bei der seltenen Volldurchmischung könnten gelöste Mangansalze aufsteigen und mit Sauerstoff Mangan(IV)-oxidhydrate (Manganit, Braunstein) bilden. Etwas nordwestlich des Sees wird nach wie vor der Schwarzenseemarmor abgebaut, ein durch Mangane und Eisenoxide lebhaft gefärbter Kalkstein (Pseudomarmor).

## Geologie
Das Schwarzenseebecken  ist eine vom Wolfgangseegletscher in seinem Seitenarm des Atterseegletschers ausgefräste Eintiefung.
Auf dem Niveau von Schafberg- und Vormaueralm wie auch der Gipfelflur von Spitzeck, Hofwand und Breitenberg, auf um 1300–1400 m ü. A., dürfte der ältesten Talboden des Wolfgangseegebietes liegen. Der Bergzug Strubeck–Lugberg–Gartenwand, auf um 800–900 m ü. A., stellt wohl ein jüngeres Talbodenniveau dar. Bei später schwächerem Eisstrom brach die Versorgung des Atterseegletschers dann zusammen, der periglaziale Wolfgangseegletscher tiefte nurmehr das Haupttal ein, sodass die Entwässerung des Schwarzenseebeckens – und auch der Haleswiessee-Senke östlich (dieser See selbst ist aber eine Karstpolje) – in Klammen durch den Altboden brach.

## Limnologie
Die Gewässergüte ist sehr gut. Die saisonale Wasserschwankung entspricht dem natürlichen Regime des Sees mit seinem kleinen Einzugsgebiet im Kalkkarst der Schafberggruppe und ist durch die Überstauung nur etwas verstärkt.

## Naturschutz
Der See ist als Naturschutzgebiet (Schwarzensee in St. Wolfgang, N016, 48,7719 ha) ausgewiesen.

## Fauna

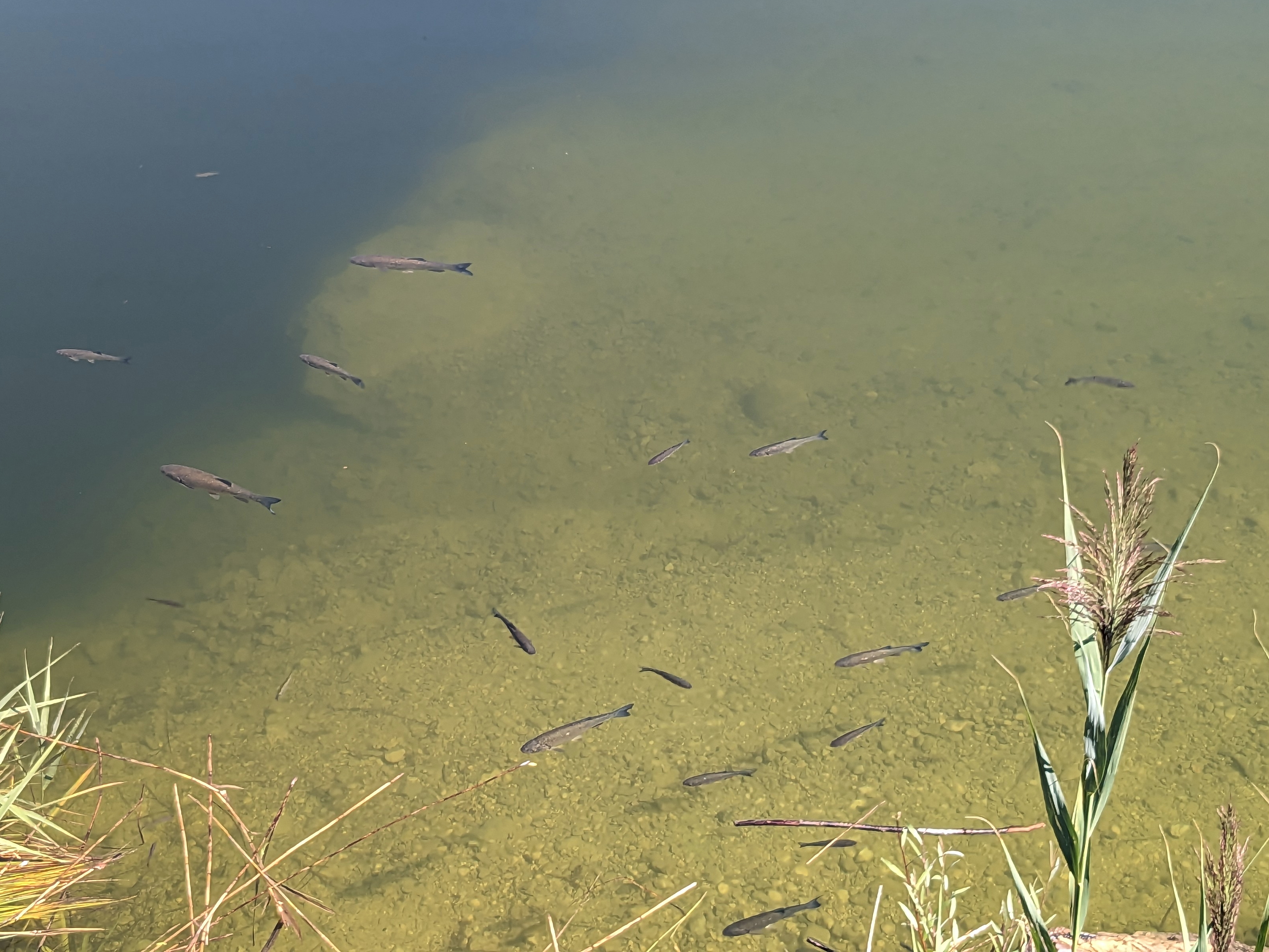
Im seichten Wasser beim Abfluss schwimmen Aiteln (Squalius cephalus)

Der Fischbestand des Schwarzensees setzt sich aus folgenden Arten zusammen: Aalrutte (Lota lota), Aitel (Leuciscus cephalus), Flussbarsch (Perca fluviatilis), Hecht (Esox lucius), Renke (Coregonus lavaretus), Rotauge (Rutilus rutilus), Schleie (Tinca tinca), Seeforelle (Salmo trutta), Seesaibling (Salvelinus umbla).

## Flora und Vegetation
Die Bestände des  Schilfrohrs (Phragmites australis) und der Gewöhnlichen Teichbinse (Schoenoplectus lacustris) sind nur spärlich ausgebildet. Die Gelbe Teichrose (Nuphar lutea) wächst in der seichten Nordwestbucht. An submersen Pflanzen konnten Ähriges Tausendblatt (Myriophyllum spicatum) und Spiegelndes Laichkraut (Potamogeton lucens) nachgewiesen werden. Die Armleuchteralgen sind mit Chara hispida, Chara aspera und Chara virgate vertreten.

## Fischerei
Fischereilich wurde der Schwarzensee in den letzten Jahren ausschließlich durch Angelfischerei genutzt. Kommerziell wird der Schwarzensee schon seit einigen Jahren nicht mehr bewirtschaftet.

## Tourismus

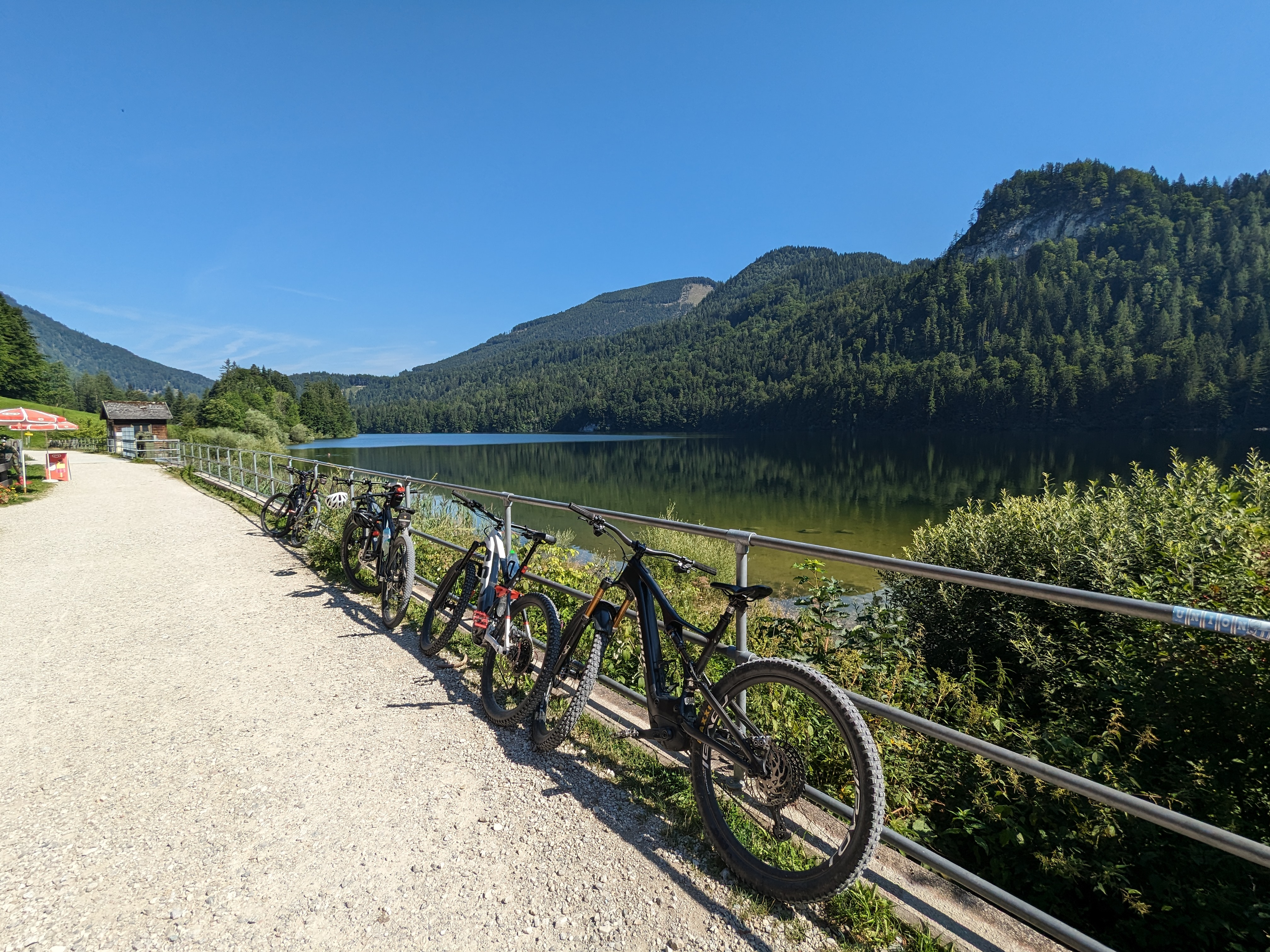
Der Schwarzensee ist ein beliebtes Ziel für Mountainbike-Touren.

Der Schwarzensee ist ein wenig genutzter Badesee von guter Badewasserqualität (beste Stufe). Am Westufer bestehen mehrere Bademöglichkeiten. Bootsfahren, auch mit kleinen Badebooten, ist untersagt.
Der Schwarzensee ist ein beliebtes Wanderziel. Wege führen nach Westen nach Mönichsreith, Aschau und St. Wolfgang und über den Vormauerstein auf den Schafberggipfel, im Norden zur Moosalm und über die Eisenaueralm nach Scharfling und See am Mondsee und auf den Schafberggipfel, sowie die Burggrabenklamm nach Burgbachau und über die Lasseralm nach Burgau, beide am Attersee, und ostwärts entlang der Straße nach Rußbach, oder unterwegs beim Kösselfall nordöstlich über den Haleswiessee in das Weißenbachtal wie auch auf die Zimnitz/Leonsberg-Gipfel.